# Glaucocharis haganella
Glaucocharis haganella là một loài bướm đêm trong họ Crambidae.